# Погорельский, Платон Николаевич
Платон Николаевич Погорельский (1800—1852) — педагог-математик.

## Биография
Происходил из польского шляхетского рода. По окончании в 1819 году Московской губернской гимназии он поступил на отделение физических и математических наук Московского университета, откуда был выпущен в 1822 году со степенью кандидата. Получив в этом же году должность учителя арифметики в московском Благородном пансионе, он всю свою жизнь посвятил педагогической деятельности. В 1827 году он получил степень магистра физико-математических наук, представив и защитив диссертацию «О способах определять удельный вес тел» (М., 1826; 62 с.).
Педагогическую деятельность Погорельский вёл и в пансионе Вейденгаммера, где учился И. С. Тургенев.
В 1829 году П. Н. Погорельский был переведён на должность старшего учителя математики и физики в родную Московскую губернскую гимназию. После составления им сочинения «Опыт изложения способов решать числовые задачи на счётах» (1830), ему было поручено преподавать в Московском университете изученное им счисление на счётах и аналитическую геометрию (прямолинейную тригонометрию и конические сечения) с сохранением должности в гимназии. Вскоре, дополнительно он стал преподавать математику, а позднее и физику, в московском Воспитательном доме и в женском отделении Александринского Сиротского Института[уточнить]. Погорельского постоянно приглашали домашним учителем; он стал первым (домашним) учителем П. Л. Чебышёва.
П. Н. Погорельский перевёл на русский язык и впоследствии значительно изменил и дополнил «Курс Чистой Математики, составленный по поручению Беллавеня профессорами математики: Аллезом, Билли, Пюиссаном и Будро, и принятый за руководство во французских военных школах». Он разделил его на три части: «Арифметику» (1832), «Алгебру» (1833) и «Геометрию» (1834). Эти учебники получили очень широкое распространение: так, «Арифметика» в период с 1832 по 1842 год вышла в четырёх изданиях и была особо рекомендована Министерством народного просвещения в качестве руководства для гимназий; «Алгебра» вышла в восьми изданиях в период 1833—1863 годы; «Геометрия» — в пяти изданиях в период 1834—1860 годы.
С 1836 года П. Н. Погорельский, будучи назначен инспектором 1-й московской гимназии, оставил преподавание и предался исключительно делу воспитания и учебно-административной деятельности. Здесь он обратил особенное внимание на недостаточность в количественном отношении и неудовлетворительность в качественном надзирательского персонала в пансионах при гимназиях и на незначительность результатов, достигаемых преподаванием новых языков в гимназиях. И в том, и в другом случае своими представлениями и ходатайствами перед начальством он сумел добиться действительного осуществления предлагаемых им мер. Число надзирателей в пансионах и жалованье им были увеличены. Первое дало возможность усилить надзор над воспитанниками, второе — привлекать к делу людей более образованных, а потому и более пригодных для целей воспитания. Для достижения в деле преподавания новых языков более значительных результатов было расширено преподавание французского языка перенесением его начала с IV-го класса в I-й и соответственно этому увеличено число преподавателей. Кроме того, для учеников, поступающих в гимназии с более высокими знаниями по новым языкам, чем требуемые в соответствующих классах, были учреждены особые уроки или так называемые параллельные классы, где они могли соответственно своим познаниям идти дальше.
Выдающаяся для своего времени педагогическая деятельность Погорельского была вполне оценена современниками, и в 1839 году он был назначен директором вновь учреждённой в Москве 3-й гимназии, а в 1841 году, дополнительно к директорству, ему были переданы московские городские и уездные училища. Для подготовки учителей по предметам, которые не преподавались в университетах, он послал за счёт гимназии двух кандидатов московского университета — одного в Петербург и Дерпт, а другого в Германию, Францию и Англию. Заботами П. Н. Погорельского в гимназии была устроена прекрасная библиотека; организованы — собрание моделей и машин, лаборатория, гербарий и кабинеты: физический, минералогический и зоологический. При 3-й гимназии он устроил педагогический класс, через который должны были проходить все желающие получить место учителя в начальной школе. С помощью экзаменов и пробных уроков он выбирал лучших, которых затем и назначал на службу. Следствием этих мер был такой подъём уровня начального преподавания в Москве, который обратил на себя внимание Министерства Народного Просвещения и заставил его потребовать распространить этот опыт на петербургские начальные школы.
В 1852 году «Журнал министерства народного просвещения» так оценивал деятельность Погорельского: 

Справедливость требует сказать, что реальная гимназия и городские в Москве начальные училища обязаны Погорельскому своим образцовым устройством, которое обратило на себя внимание и благоволение министра народного просвещения. Соединяя в себе сметливость ума с ловкостью, опытность с деятельностью, Погорельский обладал качествами наставника и начальника. Одно только — болезнь могла его отвлекать его от любимых им занятий по службе
.
П. Н. Погорельский был похоронен в Высоцком монастыре в Серпухове.

## Из жизни
Сохранился рассказ об участии П. Н. Погорельского в судьбе А. Т. Тарасенкова (1816—1873), главного врача Шереметьевской больницы в Москве, лечившего и близко наблюдавшего Н. В. Гоголя в последние дни его жизни:
Получив в гимназии начала наук, способный сын небогатых родителей был взят из гимназии и определён за прилавок. Увидев его в Ножевой линии, П. Н. Погорельский употребил все средства убеждения родителей, чтобы мальчик был возвращён в гимназию. Впоследствии, окончив гимназию и медицинский факультет Московского университета, он стал крупным медиком.